# Klaus Hildebrand
Klaus Hildebrand (Bielefeld, 18 novembre 1941) è uno storico e insegnante universitario tedesco.
Hildebrand, che insegna storia presso l'Università di Bonn, è uno specialista di storia diplomatica del XIX e XX secolo.
Nel dibattito storiografico sul nazismo che vede contrapposte le tesi funzionaliste e quelle intenzionaliste, Hildebrand ha sostenuto quest'ultime.